# Hyetussa longithorax
Espèce
Synonymes
- Mica longithorax Petrunkevitch, 1925
- Micalula longithorax (Petrunkevitch, 1925)

Hyetussa longithorax est une espèce d'araignées aranéomorphes de la famille des Salticidae.

## Distribution
Cette espèce est endémique du Panama.

## Description
La femelle décrite par Bustamante et Ruiz en 2017 mesure 2,80 mm.

## Publications originales
- Petrunkevitch, 1925 : Arachnida from Panama. Transactions of the Connecticut Academy of Arts and Sciences, vol. 27, no 2, p. 51-248.